# Трифун Паскалов
Трифун Паскалов (на македонска литературна норма: Трифун Паскалов) е инженер от Северна Македония, специалист по сеизмично инженерство.

## Биография
Роден е на 17 август 1934 година в костурското село Нестрам, Гърция. Завършва основно образование в Нестрам. Изведен е от комунистическите бунтовници от Гърция с групата на така наречените деца бежанци. Завършва гимназия в Скопие и Техническия факултет на Скопския университет. В 1967 година защитава магистратура, а в 1973 година - докторат по технически науки. Работи като проектант в ГП „Бетон“ в Скопие от 1961 до 1965 година, след това до 1990 година работи в Института за сеизмично инженерство и инженерна сеизмология в Скопие, от асистент до редовен професор. В 1974 - 1980 година е заместник-директор на Института, а в 1980 - 1982 година е проректор на Скопския университет. Работи като специален съветник в ГП „Рад“, Белград (1990 – 1996).
Автор е на много научни трудове, публикувани в Югославия и други страни, сред които монографията „Земетресения, сеизмична опасност и освонти принципи на сеизмичното инженерство“ (Земјотреси, сеизмичка опасност и основни принципи на земјотресното инженерство). Носител е на много национални и международни награди.